# 지미트리 리마 소자
지미트리 리마 소자(포르투갈어: Dimitri Lima Souza, 2000년 5월 15일~)는 브라질의 축구 선수이다.

## 참고 문헌
- “지미트리 리마 소자”. 《화성 FC》. 화성에프씨.